# Alte Schanze (Deidesheim)
Alte Schanze heißt ein 328 m ü. NHN hoher Pass in der Haardt, im Osten des Pfälzerwalds. Er liegt auf der Waldgemarkung der Stadt Deidesheim (Rheinland-Pfalz).

## Geographie
Die Passhöhe liegt im Bergsattel zwischen dem Vorderen Stoppelkopf (481 m ü. NHN) und dem Hinteren Langenberg (502 m ü. NHN). Über den Pass führt die Kreisstraße 16; sie verläuft Richtung Süden bergab nach Lindenberg und nach Norden hinunter am Forsthaus Silbertal vorbei Richtung Wachenheim an der Weinstraße. Auf dem Pass befindet sich der Wanderparkplatz Alte Schanze.

## Wanderwege
Der Saar-Pfalz-Weg, der Pfälzer Hüttensteig, der Geißbockweg sowie ein Wanderweg, der mit einem blau-gelben Balken gekennzeichnet ist und von Deidesheim nach Rhodt unter Rietburg verläuft, und ein Wanderweg, der mit einem blau-weißen Balken gekennzeichnet ist und sich von Ramsen nach Schönau zieht, führen über die Passhöhe Alte Schanze.

## Name
Gebhard Leberecht von Blücher ließ hier, am Eingang ins Silbertal, in den Koalitionskriegen 1794 eine Schanze aufwerfen, daher rührt der Name des Passes. Die Schanze sollte das Vordringen der preußischen Armee gegen die in dieser Gegend liegenden Sanskulotten absichern. Sie blieb aber unangegriffen.
Der Ritterstein mit der Nummer 258, der auf dem Pass liegt, erinnert an diese Begebenheit.